# Phyllomys blainvillii
Phyllomys blainvillii is een zoogdier uit de familie van de stekelratten (Echimyidae). De wetenschappelijke naam van de soort werd voor het eerst geldig gepubliceerd door Jordan in 1837.